# Premio Amanda 1996
La XII edizione del premio cinematografico norvegese premio Amanda (Amanda Awards in inglese) si tenne nel 1996.

## Vincitori
- Miglior film - Kjærlighetens kjøtere
- Miglior attore - Bjørn Sundquist per Søndagsengler
- Miglior attrice - Rut Tellefsen per Kristin Lavransdatter
- Miglior cortometraggio - Eremittkrepsen
- Miglior film nordico - Le onde del destino
- Miglior film straniero - Il postino
- Premio onorario - Nils R. Müller